# Nadia Corradi
Nadia Corradi (San Martino in Rio, 7 settembre 1942 – agosto 2022) è stata una politica italiana.

## Biografia
Impiegata e militante del Partito Comunista Italiano, fu eletta alla Camera dei deputati nel 1976 nella Circoscrizione Milano-Pavia, venendo poi riconfermata anche dopo le elezioni politiche del 1979, restando quindi a Montecitorio fino al 1983.
Dal 1986 al 1990 fu consigliera comunale e assessora per il PCI a Lacchiarella.
Moglie del sindacalista e politico comunista Riccardo Terzi, morì nell'estate del 2022 per un malore improvviso.